# Nikolaj Nikolaevič Kolomejcev
Nikolaj Nikolaevič Kolomejcev, in russo Николай Николаевич Коломейцев? (16 luglio 1867 – 6 ottobre 1944), è stato un navigatore ed esploratore russo dell'Artico.

## Biografia
Nato nel villaggio di Pokrovka vicino a Cherson in Ucraina, allora parte dell'Impero russo, nel 1867, iniziò il suo servizio militare nel 1884 e divenne ufficiale della Marina imperiale russa nel 1887. Fu promosso tenente nel dicembre del 1893. Nel 1894-1895, fu assegnato alla flotta del Pacifico, e servì su diverse navi che operavano in Siberia. Nel 1893 condusse la nave russa Tenente Ovcyn dal Regno Unito alla foce dello Enisej, acquisendo esperienza nella navigazione in acque artiche.
Nel 1900-1901 fu al comando della scuna Zarja nella spedizione polare di Eduard Gustav von Toll per l'Accademia russa delle scienze, salpata da San Pietroburgo il 7 luglio 1900. Il secondo in comando era Fëdor Andreevič Matisen, che aveva preso parte ad una spedizione alle Svalbard, terzo ufficiale e idrografo era Aleksandr Vasil'evič Kolčak. Lo scopo, di quella che è conosciuta come la spedizione polare russa del 1900-1902, era di esplorare la zona a nord delle isole della Nuova Siberia e dirigersi verso il Polo Nord, al fine di localizzare la mitica Terra di Sannikov.
Ci furono forti disaccordi con Toll, per quanto riguardava il trattamento dei membri dell'equipaggio (Toll contestava le dure punizioni di Kolomejcev). Kolomejcev lasciò la nave nel mese di aprile del 1901, insieme a Stepan Rastorguev per una missione sulle slitte: dovevano organizzare delle riserve di carbone per la Zarja sull'isola Kotel'nyj e l'isola di Dikson. Egli fu nel frattempo sollevato dall'incarico e sostituito al comando da Matisen.
Kolomejcev scrisse due libri sulla spedizione polare russa, uno dei quali è stato pubblicato nel 1901 dall'Accademia Navale Imperiale e l'altro nel 1902 dalla Società Geografica Imperiale. Dal 1902 al 1904, è stato al comando della prima rompighiaccio della storia, la Ermak.

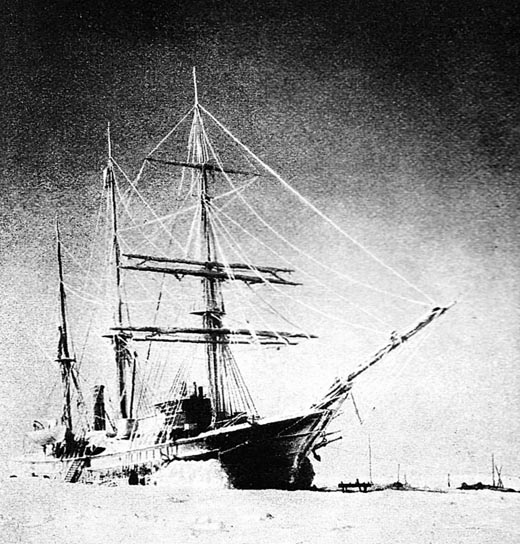
La scuna russa Zarja

Durante la guerra russo-giapponese, Kolomejcev è stato il capitano del cacciatorpediniere Bujnyj (Буйный) con il 2º squadrone del Pacifico, e partecipò alla battaglia di Tsushima durante la quale salvò l'ammiraglio Zinovij Petrovič Rožestvenskij e, gravemente ferito, fu catturato dai giapponesi. Dopo la sconfitta russa contro il Giappone, Kolomejcev servì come vice-comandante sulla corazzata Andrej Pervozvannyj, nel 1906, fu poi al comando dell'incrociatore Almaz e, dal novembre 1910 al dicembre 1913, della corazzata Slava. Fu promosso contrammiraglio il 6 dicembre 1913
Con l'inizio della prima guerra mondiale, nel 1914, Kolomejcev comandò lo squadrone incrociatore della flotta del Baltico. Si ritirò dal servizio attivo il 6 ottobre 1917 con il grado di vice ammiraglio.
Durante la rivoluzione russa, nel 1917, fu arrestato dai bolscevichi e rinchiuso nella fortezza di Pietro e Paolo a Pietrogrado fino al 1918, quando riuscì a fuggire in Finlandia attraverso il ghiaccio del golfo di Finlandia. Nel 1918, si arruolò nell'Armata dei Volontari dell'Armata Bianca e si unì alle Forze Armate della Russia Meridionale. Gli fu assegnato il comando delle forze navali anti-bolsceviche nel mar Baltico. Dopo il crollo del movimento bianco nella guerra civile russa, Kolomejcev andò in esilio con la moglie in Francia, dove fu vicepresidente dell'Ordine di San Giorgio.
Morì a Parigi nel 1944, dopo essere stato investito da un camion statunitense. È sepolto nel cimitero russo di Sainte-Geneviève-des-Bois.

## Luoghi dedicati
- Isole di Kolomejcev (острова Коломейцева), nell'arcipelago di Nordenskiöld (76°54′13.76″N 97°48′35.66″E).
- Baia di Kolomejcev (бухта Коломейцева), a nord del golfo di Middendorff (76°02′52″N 93°10′10″E).
- Monte Kolomejcev (гора Коломейцева) sull'isola di Rastorguev, una delle isole Kamennye (73°59′00″N 84°16′17″E).
- Fiume Kolomejcev (Река Коломейцева) che sfocia nel golfo del Tajmyr (75°50′24″N 95°49′12″E).
- La nave oceanografica russa di rilevamento costiero Nikolaj Kolomejcev, costruita nel 1972.

## Onorificenze
Kolomejcev è stato pluridecorato con molte medaglie (d'oro, d'argento e di bronzo) ed ha ricevuto le seguenti onorificenze:
- Ordine Reale della Cambogia, ordine cavalleresco del periodo coloniale francese (1895)
- Ordine di Sant'Anna, cavaliere di III classe (1895)
- Ordine di San Stanislao, cavaliere di III classe (1904)
- Ordine di San Vladimiro, cavaliere di IV classe (1904)
- Ordine di San Giorgio, cavaliere di IV classe (1907)
- Commendatore dell'Ordine reale vittoriano, UK (1908)
- Ordine di San Vladimiro, cavaliere di III classe (1913)
- Legion d'onore, croce da commendatore, Francia (1914)
- Ordine di San Stanislao, cavaliere di I classe (1916)